# ألبرت شبير
ألبرت شبيرا (Albert Speer) تُلفظ بالألمانية: [ˈʃpe:ɐ̯]  ( سماع) أو بيرتهولد كونراد هيرمان ألبرت شبير وهو اسمه بالكامل (19 مارس 1905 في مانهايم  - 1 سبتمبر 1981 في لندن) أو ألبرت شبير الاب للتفريق بينه وبين ابنه الذي ولد في 1934 والذي أصبح مهندسا مثله كان مهندساً معمارياً وسياسياً ألمانياُ، كما كان أيضا مديرا لإنتاج الأسلحة في ألمانيا النازية أثناء الحرب العالمية الثانية عمل مستشارا للزعيم النازي أدولف هتلر. في عام 1945 وعند استسلام ألمانيا، قُدم شبير للمحاكمة باعتباره مجرم حرب في نورنبيرغ واعترف بمسؤوليته عن استخدام عمالة الرق، وحكم عليه بالسجن 20 عاما.

## حياته
ولد شبير في مانهايم بألمانيا. كان والده معماري، كما هو الحال بالنسبة لجده، درس في جامعة كارلسروي، ثم في المدرسة العليا للتقنية في ميونيخ من ربيع عام 1924 حتى صيف عام 1925، وفي خريف عام 1925 غير دراسته إلى جامعة برلين التقنية، انضم للحزب النازي في 1931. ومن عام 1933  وحتى عام 1942، قام بتصميم النصب والديكورات في الاجتماعات التي كانت تهدف إلى التعريف بالحكومة النازية. وفي عام 1942 عينه هتلر مسؤولاً عن الإنتاج الحربي.وزاد شبير كثيرًا من إنتاج الأسلحة. واستخدم عمالة الرق في المصانع الألمانية.
قال شبير انه لم يكن سياسيا عندما كان شابا، وأنه حضر اجتماعا حاشدا للنازييين في برلين ديسمبر 1930 بناء على طلب من بعض من طلابه. وأعرب عن دهشته للعثور على هتلر مرتديا حلة زرقاء أنيقة، بدلا من الزي البني ينظر على ملصقات الحزب النازي، وأعجب كثيرا، ليس فقط مع مقترحات هتلر، ولكن أيضا مع الرجل نفسه. بعد عدة أسابيع قال انه حضر مظاهرة أخرى: ترأسها جوزيف غوبلز. انزعج شبير في هذه المناسبة عندما حشد غوبلز الناس في نوبة من الجنون. على الرغم من ذلك، شبير لم تهزه انطباعات هتلر. في 1 مارس 1931، قدم طلبا للانضمام إلى الحزب النازي، وأصبح عدد الأعضاء 474481.
كان أول منصب لشبير في الحزب النازي هو رئيس جمعية الحزب للمحركات لضاحية برلين، وكان النازي الوحيد الذي يمتلك سيارة في البلدة. شبير أبلغ زعيم الحزب عن الجهة الغربية من برلين، كارل هانكه، الذي وظف شبير من دون رسوم إلى تجديد طلاء الفيلا التي استأجرها. وكان هانكه متحمسا لنتيجة ذلك. العمل.
في عام 1931، ترك شبير منصبه في تسنو كمساعد بسبب تخفيضات الأجور وانتقل إلى مانهايم، على أمل ان يستخدم علاقات والده للحصول على فائدة أكبر. حقق شبير نجاحا جيدا، وكان والده قدم له وظيفة مدير للممتلكات للعائلة. في يوليو 1932، زار برلين لمساعدة الحزب قبل انتخابات الرايخستاغ. بينما كانوا هناك، قدم هانكه وصيات لغوبلز عن المهندس المعماري الشاب للمساعدة في ترميم مقر الحزب ببرلين. وافق شبير، الذي كان على وشك أن يغادر مع زوجته لقضاء عطلة في بروسيا الشرقية. عندما أتم شبير العمل، عاد إلى مانهايم وبقي هناك حتى استلم هتلر مقاليد الحكم في يناير 1933.

## فن العمارة في ألمانيا النازية 1933-1939
عندما توفي تروست في 21 يناير، 1934، قام شبير بأخذ مكانه بمنصب المهندس الرئيسي لعمارة الحزب. عين هتلر شبير رئيسا لمكتب التشييد، الأمر الذي وضعه ضمن طاقم موظفي رودلف هس. عين البرت شبير المهندس الأول للرايخ وكلف بتجسيد مشروع جرمانيا عاصمة العالم بعد 1938. كانت أولى المهمات لشبير بعد وفاة تروست هو ملعب زبلين فيلد، في نورنبرغ وهو المكان الذي تجرى فيه المسيرات الضخمة الرسمية والدعائية وصورت ووثقت بالافلام عن طريق السينمائية ليني ريفنستال في فيلم انتصار الإرادة. وكان هذا العمل المعماري الضخم قادر على استيعاب 340,000 شخص. وقد تم بناء المنصة تأثرا بالفن المعماري بحقبة الملك يومينس الثاني في برغامون في الاناضول. أصر شبير أن تعقد أكثر الأحداث في الليل، وذلك ل لأعطائها أهمية أكبر لتأثيرات الإضاءة ولإخفاء بعض النازيين، الذين يعانون من زيادة في الوزن. أحاط شبير محيط الموقع ب 130 كشافا مضادا للطائرات. وصف شبير عمله هذا بأجمل الأعمال إلى قلبه.
كانت نورنبرغ موقعا للعديد من المباني الرسمية النازية، ومعظمها لم تكن مبنية كملعب ألمانيا الذي قد يستوعب 400000 مشجع ألماني ولكن المشروع لم يكمل بسبب الحرب. اخترع شبير مفهوم الأطلال: أنه ينبغي أن تبنى المباني الرئيسية بطريقة أنها سوف قد تترك آثارا جمالية لآلاف السنين في المستقبل وتكون هذه الآثار دليل على عظمة الرايخ الثالث، تماما كالاطلال الأثرية اليونانية أو الرومانية لانها كانت رموزا لتلك الحضارات. احتضن هتلر هذا المفهوم بحماس شديد، وأمر ببناء جميع المباني في الرايخ بناء عليه.
لم يتمكن شبير إلا أن يتجاوز وحشية النظام النازي. بعد وقت قصير من تولي هتلر السلطة ومع حدوث ليلة السكاكين الطويلة، أمر هتلر شبير بأخذ العمال ليبني المكاتب الرئيسية ل نائب المستشار فرانز فون لبدء تحويله إلى مقر الأمن، حتى ولو كانت لا تزال غير شاغرة لمسؤولي فون بابن. دخل شبير وجماعته المبنى، وكان المبنى منتشر فيه دماء من جسم هربرت فون بوس، سكرتير فون بابن، والذي قتل في تلك الليلة.

## الهندسة المعمارية في زمن الحرب (1939-1942)
دعم شبير الغزو الألماني لبولندا والحرب التي تلت ذلك، على الرغم من أنه اعترف بأن ذلك سيؤدي إلى تأجيل أحلامه المعمارية على الأقل. وفي السنوات الأخيرة من حياته، صرح شبير وتحدث مع كاتب سيرة حياته، وأوضح كيف أنه شعر في عام 1939: "بالطبع كنت مدركا تماما أن هتلر يريد ان يهيمن على العالم... في ذلك الوقت لم أسأل عن شيء أفضل وهذا هو بيت القصيد من المباني التي صممتها في البلد. كل ما أردته ان يكون هذا الرجل العظيم المسيطر على العالم.

## وزير التسليح والذخيرة 1942
في 8 فبراير 1942، توفي وزير التسلح فريتز تودت في حادث تحطم طائرة بعد وقت قصير من إقلاعها من وكر الذئب في راستنبرغ المقر الرئيسي لأدولف هتلر خلال الحرب العالمية الثانية. وكان شبير، الذي كان قد وصل إلى راستنبرغ مساء اليوم السابق، وقَبِل عرض تود ليطير معه إلى برلين، ولكنه ألغى سفره قبل ساعات من الإقلاع (ذكر في مذكراته أن الإلغاء كان بسبب الإرهاق من السفر، وعقد اجتماع في وقت متأخر من الليل مع هتلر). في وقت لاحق من ذلك اليوم، عين هتلر شبير خلفا تود في جميع مناصبه. في كتابه بعنوان «من داخل الرايخ الثالث»، يروي لقائه مع هتلر عن موافقته للمنصب الوزاري، فقط لأن هتلر أمره بذلك.
في عام 1940، اقترح جوزيف ستالين لشبير بزيارة موسكو. كان ستالين قد أعجب بعمل شبير في باريس، وتمنى لقاء المهندس المعماري للرايخ الألماني. رفض هتلر طلب ستالين ولم يسمح لشبير بالذهاب، خوفا من أن ستالين قد يضع شبير في «حفرة الجرذان». وعندما غزت ألمانيا الاتحاد السوفيتي في عام 1941، أحس شبير بالشك، على الرغم من تأكيدات هتلر، أن مشاريعه لبرلين قد لا ترى النور.

## هزيمة المانيا النازية
تسببت خسائر الأراضي والتوسع الهائل في حملة القصف الاستراتيجي للحلفاء في انهيار الاقتصاد الألماني أواخر عام ١٩٤٤. وكانت الهجمات الجوية على شبكة النقل فعّالة بشكل خاص، إذ قطعت إمدادات الفحم الأساسية عن مراكز الإنتاج الرئيسية. في يناير ١٩٤٥، أخبر سبير غوبلز أن إنتاج الأسلحة يمكن أن يستمر لمدة عام على الأقل. ومع ذلك، استنتج أن الحرب خاسرة بعد أن استولت القوات السوفيتية على منطقة سيليزيا الصناعية المهمة في وقت لاحق من ذلك الشهر. ومع ذلك، اعتقد سبير أن على ألمانيا مواصلة الحرب لأطول فترة ممكنة بهدف الحصول على شروط أفضل من الحلفاء مقارنةً بالاستسلام غير المشروط الذي أصرّوا عليه. وخلال شهري يناير وفبراير، ادعى سبير أن وزارته ستُسلّم "أسلحة حاسمة" وزيادة كبيرة في إنتاج الأسلحة، مما "سيُحدث تغييرًا جذريًا في ساحة المعركة". سيطر سبير على السكك الحديدية في فبراير، وطلب من هاينريش هيملر تزويد سجناء معسكرات الاعتقال بالعمل على إصلاحها.
بحلول منتصف مارس، كان سبير قد تقبّل انهيار الاقتصاد الألماني خلال الأسابيع الثمانية التالية. وبينما سعى لإحباط التوجيهات بتدمير المنشآت الصناعية في المناطق المعرضة لخطر الاستيلاء، حتى يمكن استخدامها بعد الحرب، إلا أنه ظلّ مؤيدًا لاستمرار الحرب. قدّم سبير إلى هتلر مذكرة في 15 مارس، شرح فيها الوضع الاقتصادي المتردي لألمانيا، وطلب الموافقة على وقف هدم البنية التحتية. بعد ثلاثة أيام، اقترح أيضًا على هتلر تركيز الموارد العسكرية المتبقية لألمانيا على طول نهري الراين وفيستولا في محاولة لإطالة أمد القتال. تجاهل هذا الاقتراح الحقائق العسكرية، إذ لم تتمكن القوات المسلحة الألمانية من مجاراة القوة النارية للحلفاء، وكانت تواجه هزيمة ساحقة. رفض هتلر اقتراح سبير بوقف عمليات الهدم. وبدلاً من ذلك، أصدر "مرسوم نيرون" في 19 مارس، الذي دعا إلى تدمير جميع البنى التحتية مع انسحاب الجيش. لقد شعر سبير بالفزع من هذا الأمر، وأقنع العديد من القادة العسكريين والسياسيين الرئيسيين بتجاهله. وخلال اجتماع مع سبير في 28/29 مارس، ألغى هتلر المرسوم ومنحه سلطة هدم الجسور. أنهى سبير هذه العمليات، على الرغم من أن الجيش استمر في تفجير الجسور.
بحلول أبريل، لم يتبقَّ سوى القليل من صناعة الأسلحة، ولم يكن لسبير سوى مهام رسمية محدودة. زار سبير مخبأ الفوهرر في 22 أبريل للمرة الأخيرة. التقى هتلر وتجول في المستشارية المتضررة قبل أن يغادر برلين عائدًا إلى هامبورغ. زعم سبير لاحقًا في مذكراته أنه خلال هذه الزيارة "اعترف لهتلر [...] بأنه كان يخالف سياسة الأرض المحروقة"، وهو ادعاء وصفه المؤرخ ريتشارد ج. إيفانز بأنه "محض افتراء". في 29 أبريل، أي قبل يوم من انتحاره، أصدر هتلر وصية سياسية أخيرة أسقطت سبير من الحكومة التي خلفته. وكان من المقرر أن يحل محله مرؤوسه، كارل أوتو ساور. شعر سبير بخيبة أمل لأن هتلر لم يختره خلفًا له. بعد وفاة هتلر، عرض شبير خدماته على خليفة هتلر، كارل دونيتز. في 2 مايو، طلب دونيتز من لوتز غراف شفيرين فون كروسيك تشكيل حكومة جديدة، واستمرت المناقشات حول تشكيل الإدارة على مدار الأيام القليلة التالية. في 5 مايو، قدم شفيرين فون كروسيك حكومته (المعروفة باسم حكومة فلنسبورغ) وعُيّن شبير وزيرًا للصناعة والإنتاج. قدّم شبير معلومات للحلفاء، بشأن آثار الحرب الجوية، وحول مجموعة واسعة من المواضيع، بدءًا من 10 مايو. في 23 مايو، بعد أسبوعين من استسلام القوات الألمانية، ألقت القوات البريطانية القبض على أعضاء حكومة فلنسبورغ وأنهت رسميًا ألمانيا النازية.

## بعد انتهاء الحرب العالمية الثانية

### محاكمات نورنبيرغ
نُقل سبير إلى عدة مراكز اعتقال للمسؤولين النازيين وخضع للاستجواب. في سبتمبر/أيلول 1945، أُبلغ بأنه سيُحاكم بتهمة ارتكاب جرائم حرب، وبعد بضعة أيام، نُقل إلى نورمبرغ وسُجن هناك. وُجهت إلى سبير أربع تهم: المشاركة في خطة أو مؤامرة مشتركة لارتكاب جريمة ضد السلام؛ والتخطيط لحروب عدوانية وبدءها وشنها، بالإضافة إلى جرائم أخرى ضد السلام؛ وجرائم حرب؛ وجرائم ضد الإنسانية.
قال المدعي العام الأمريكي، روبرت هـ. جاكسون، من المحكمة العليا الأمريكية: "شارك سبير في تخطيط وتنفيذ برنامج إجبار أسرى الحرب والعمال الأجانب على العمل في الصناعات الحربية الألمانية، التي ازداد إنتاجها بينما كان العمال يتضورون جوعًا". نجح محامي سبير، هانز فلاشنر، في تمييز سبير عن المتهمين الآخرين، وصوّره كفنان انغمس في الحياة السياسية، وظلّ دائمًا بعيدًا عن الأيديولوجيات.
أُدين سبير بارتكاب جرائم حرب وجرائم ضد الإنسانية، لا سيما استخدام السخرة والعمل القسري. وبُرِّئ من التهمتين الأخريين. وكان قد ادعى أنه لم يكن على علم بخطط الإبادة النازية، ولم يكن لدى الحلفاء أي دليل على علمه بها. وقد كُشف زيف ادعائه في مراسلة خاصة كُتبت عام ١٩٧١ وكُشف عنها علنًا عام ٢٠٠٧. في الأول من أكتوبر ١٩٤٦، حُكم عليه بالسجن ٢٠ عامًا. وبينما أيد ثلاثة من القضاة الثمانية (اثنان سوفيتيان وأمريكي يُدعى فرانسيس بيدل) عقوبة الإعدام لسبير، رفض القضاة الآخرون ذلك، وتم التوصل إلى حكم وسط بعد يومين من المناقشات.

### السجن
في 18 يوليو 1947، نُقل سبير إلى سجن سبانداو في برلين لقضاء فترة سجنه. هناك، عُرف بالسجين رقم خمسة. توفي والدا سبير أثناء سجنه. كان والده، الذي توفي عام 1947، يحتقر النازيين والتزم الصمت عند لقائه بهتلر. توفيت والدته عام 1952. وبصفتها عضوًا في الحزب النازي، استمتعت كثيرًا بتناول الطعام مع هتلر. بذل فولترز وسكرتيرة سبير القديمة آن ماري كيمبف، رغم عدم السماح لهما بالتواصل المباشر مع سبير في سبانداو، ما في وسعهما لمساعدة عائلته وتنفيذ طلبات سبير التي قدمها في رسائل إلى زوجته - وهي الرسالة الكتابية الوحيدة المسموح بها رسميًا. ابتداءً من عام 1948، استعان سبير بخدمات توني بروست، وهو عامل نظافة هولندي متعاطف، لتهريب البريد وكتاباته.
في عام ١٩٤٩، فتح وولترز حسابًا مصرفيًا لسبير، وبدأ بجمع التبرعات من المهندسين المعماريين والصناعيين الذين استفادوا من أنشطة سبير خلال الحرب. في البداية، اقتصرت الأموال على دعم عائلة سبير، وخاصةً تعليم الأطفال. ومع ذلك، ازداد استخدام الأموال لأغراض أخرى، مثل دفع مبالغ مالية للمبعوثين، بمن فيهم بروست، ودفع رشاوى لمن قد يتمكن من تأمين إطلاق سراح سبير. بمجرد أن علم سبير بوجود الصندوق، أرسل تعليمات مفصلة حول كيفية التصرف فيه.
مُنع السجناء من كتابة مذكراتهم. مع ذلك، تمكن سبير من إرسال كتاباته إلى فولترز، ووصلت في النهاية إلى 20 ألف صفحة. أكمل مذكراته بحلول نوفمبر 1953، وأصبحت أساسًا لكتاب "داخل الرايخ الثالث". في "مذكرات سبانداو"، سعى سبير إلى تقديم نفسه كبطل مأساوي عقد صفقة فاوستية، وتحمل في سبيلها عقوبة سجن قاسية.
كرَّس سبير جلَّ طاقته للحفاظ على لياقته البدنية والعقلية خلال فترة حبسه الطويلة. كان لدى سبانداو ساحة كبيرة مسيّجة خُصِّصت فيها قطع أرض للزراعة للسجناء. أنشأ سبير حديقةً مُتقنة، تضمّ مروجًا وأحواض زهور وشجيرات وأشجار فاكهة. ولجعل جولاته اليومية في الحديقة أكثر تشويقًا، شرع سبير في رحلة خيالية حول العالم. بدأ سبير "جولته" من برلين واتجه شرقًا عبر كامل أوراسيا، وعبر مضيق بيرينغ إلى ألاسكا، ثم سافر جنوبًا على طول الساحل الغربي لأمريكا الشمالية. وبقياس المسافة المقطوعة يوميًا بعناية، رسم خريطةً للمسافات وفقًا لجغرافيا العالم الحقيقي. سار أكثر من 30,000 كيلومتر (19,000 ميل)، منهيًا عقوبته بالقرب من غوادالاخارا، المكسيك. كما قرأ سبير ودرس المجلات المعمارية، وحسّن لغته الإنجليزية والفرنسية. في كتاباته، ادّعى سبير أنه أنهى خمسة آلاف كتاب أثناء وجوده في السجن. بلغت مدة عقوبته، البالغة عشرين عامًا، 7305 أيام، أي يوم ونصف فقط لكل كتاب.
استمر أنصار سبير في المطالبة بإطلاق سراحه. وكان من بين من تعهدوا بدعم تخفيف عقوبته شارل ديغول والدبلوماسي الأمريكي جورج وايلدمان بول. وكان ويلي براندت من المؤيدين لإطلاق سراحه، مما وضع حدًا لإجراءات نزع الصفة النازية ضده، والتي كان من شأنها أن تؤدي إلى مصادرة ممتلكاته. باءت جهود سبير للإفراج المبكر بالفشل. ولم يكن الاتحاد السوفيتي، الذي طالب بعقوبة الإعدام في المحاكمة، مستعدًا لقبول تخفيف الحكم. قضى سبير مدة عقوبته كاملةً وأُطلق سراحه في منتصف ليل الأول من أكتوبر/تشرين الأول عام ١٩٦٦.

### اطلاق السراح وحياته بعد السجن
كان إطلاق سراح سبير من السجن حدثًا إعلاميًا عالميًا. احتشد المراسلون والمصورون في كل من الشارع خارج سبانداو وردهة فندق برلين حيث قضى سبير الليلة. لم يقل الكثير، واحتفظ بمعظم التعليقات لمقابلة رئيسية نُشرت في دير شبيغل في نوفمبر 1966. وعلى الرغم من أنه صرح بأنه يأمل في استئناف مسيرته المعمارية، إلا أن مشروعه الوحيد، وهو التعاون في مصنع جعة، لم ينجح. وبدلاً من ذلك، راجع كتاباته عن سبانداو في كتابين سيرة ذاتية، داخل الرايخ الثالث (بالألمانية، Erinnerungen، أو الذكريات) وسبانداو: اليوميات السرية. نشر لاحقًا عملاً عن هيملر وقوات الأمن الخاصة، والذي نُشر باللغة الإنجليزية باسم دولة العبيد: الخطة الرئيسية لهينريش هيملر لتفوق قوات الأمن الخاصة أو تسللها: كيف خطط هاينريش هيملر لبناء إمبراطورية صناعية لقوات الأمن الخاصة (بالألمانية، Der Sklavenstaat - Meine Auseinandersetzung mit der SS). ساعد سبير في صياغة أعماله يواكيم فيست وولف جوبست سيدلر من دار النشر أولشتاين. ولم يجد نفسه قادرًا على إعادة بناء علاقته بأبنائه، حتى مع ابنه ألبرت، الذي أصبح أيضًا مهندسًا معماريًا. ووفقًا لابنة سبير، هيلدا شرام، "استسلمت أختي وإخوتي واحدًا تلو الآخر. لم يكن هناك تواصل". قدّم الدعم المالي لأخيه هيرمان بعد الحرب. إلا أن شقيقه الآخر، إرنست، توفي في معركة ستالينجراد، على الرغم من طلبات والديه المتكررة لسبير بإعادته إلى وطنه.
بعد إطلاق سراحه من سبانداو، تبرع سبير بمذكراته الشخصية "كرونيكل" إلى الأرشيف الفيدرالي الألماني. كان فولترز قد حرّرها ولم يأتِ على ذكر اليهود. اكتشف ديفيد إيرفينغ تناقضات بين "كرونيكل" المُحرّرة بشكل مُضلّل ووثائق مستقلة. طلب سبير من فولترز إتلاف المواد التي أغفلها من تبرعه، لكن فولترز رفض واحتفظ بنسخة أصلية. تدهورت صداقة فولترز مع سبير، وقبل عام من وفاة سبير، منح فولترز ماتياس شميدت حق الوصول إلى "كرونيكل" غير المُحرّرة. ألّف شميدت أول كتاب ينتقد سبير بشدة.
حققت مذكرات سبير نجاحًا باهرًا. انبهر الجمهور بنظرة من الداخل على الرايخ الثالث، وأصبح مجرم حرب بارز شخصيةً مشهورة بين عشية وضحاها. والأهم من ذلك، أنه وفّر ذريعةً لكبار السن الألمان الذين كانوا نازيين. لو لم يكن سبير، المقرب جدًا من هتلر، على درايةٍ كاملةٍ بجرائم النظام النازي، وكان كل ما فعله هو "تنفيذ الأوامر"، لكان بإمكانهم إقناع أنفسهم والآخرين بأنهم فعلوا الشيء نفسه. كانت الحاجة إلى تصديق "أسطورة سبير" هذه شديدةً لدرجة أن فيست وسيدلر تمكنا من تعزيزها - حتى في مواجهة أدلة تاريخية متزايدة تُثبت عكس ذلك.

### الوفاة
كان سبير متاحًا على نطاق واسع للمؤرخين وغيرهم من الباحثين. في أكتوبر/تشرين الأول 1973، قام بأول رحلة له إلى بريطانيا، حيث سافر جوًا إلى لندن لإجراء مقابلة في برنامج "ميدويك" على قناة بي بي سي. وفي العام نفسه، ظهر في البرنامج التلفزيوني "العالم في حالة حرب". عاد سبير إلى لندن عام 1981 للمشاركة في برنامج "نيوزنايت" على قناة بي بي سي. أصيب بسكتة دماغية وتوفي في لندن في الأول من سبتمبر/أيلول.
ظلّ متزوجًا من زوجته، لكنه أقام علاقة مع امرأة ألمانية تعيش في لندن، وكان معها وقت وفاته. كتبت ابنته، مارغريت نيسن، في مذكراتها عام ٢٠٠٥ أنه بعد إطلاق سراحه من سبانداو، قضى كل وقته في بناء "أسطورة سبير".

## اسطورة سبير

### "النازى الصالح"
بعد إطلاق سراحه من سبانداو، صوّر سبير نفسه على أنه "النازي الصالح". كان متعلمًا جيدًا، من الطبقة المتوسطة، وبرجوازيًا، وكان قادرًا على التناقض مع من يُصوّرون في الأذهان العامة على أنهم "نازيون سيئون". في مذكراته ومقابلاته، شوّه الحقيقة وأغفل الكثير من التفاصيل المهمة حتى أصبحت أكاذيبه تُعرف باسم "الأساطير". حتى أن سبير اختلق ظروف ولادته، مدعيًا زورًا أنه وُلد في منتصف النهار وسط دويّ الرعد وأجراس كنيسة المسيح القريبة، بينما كانت بين الساعة الثالثة والخامسة عصرًا، وأن الكنيسة بُنيت بعد سنوات قليلة فقط. حوّل سبير أساطيره إلى وسيلة إعلامية، وتكررت "اعتذاراته الماكرة" بشكل متكرر في ألمانيا ما بعد الحرب. كتبت إيزابيل ترومر في سيرتها الذاتية عن سبير أن فيست وسيدلر كانا مؤلفي مذكرات سبير وصانعي أساطيره. في المقابل، حصلوا على مكافآت مالية سخية من عائدات الإنتاج وغيرها من الحوافز. وقد قدّم سبير وسيدلر وفيست تحفة فنية؛ وظلت صورة "النازي الصالح" راسخة لعقود، رغم الأدلة التاريخية التي تُثبت زيفها.
بنى سبير بعناية صورة لنفسه كتكنوقراطي غير سياسي، ندم بشدة على فشله في اكتشاف الجرائم البشعة التي ارتكبها الرايخ الثالث. وقد قبل المؤرخ هيو تريفور روبر هذا التصور على ظاهره تقريبًا عند تحقيقه في وفاة أدولف هتلر لصالح المخابرات البريطانية وفي كتابه "الأيام الأخيرة لهتلر". وكثيرًا ما يشير تريفور روبر إلى سبير بأنه "تكنوقراطي [يغذي] فلسفة التكنوقراط"، أي شخص لم يهتم إلا بمشاريعه الإنشائية أو واجباته الوزارية، والذي اعتقد أن السياسة غير ذات صلة، على الأقل حتى مرسوم هتلر نيرون الذي عمل سبير، وفقًا لروايته، بجد لمواجهته. ومع ذلك، فإن تريفور روبر - الذي يصف سبير بأنه عبقري إداري كانت غرائزه الأساسية سلمية وبناءة - ينتقد سبير لفشله في إدراك لا أخلاقية هتلر والنازية، واصفًا إياه بأنه "المجرم الحقيقي لألمانيا النازية": 
"لعشر سنوات، جلس في قلب السلطة السياسية؛ شخّص ذكاؤه الحاد طبيعةَ الحكومة النازية ولاحظ تحوّلاتها وسياساتها؛ رأى الشخصيات من حوله واحتقرها؛ سمع أوامرهم الفظيعة وفهم طموحاتهم الخيالية؛ لكنه لم يفعل شيئًا. ظنًّا منه أن السياسة لا قيمة لها، انحرف وبنى الطرق والجسور والمصانع، بينما ظهرت العواقب المنطقية لحكم المجانين. في النهاية، عندما أدى ظهورهم إلى تدمير كل أعماله، تقبّل سبير العواقب وتصرف. ثم فات الأوان؛ لقد دُمِّرت ألمانيا."
بعد وفاة سبير، نشر ماتياس شميدت كتابًا يُظهر أن سبير أمر بإخلاء اليهود من منازلهم في برلين. وبحلول عام ١٩٩٩، أثبت المؤرخون بوضوح أن سبير قد كذب كذبًا مُفرطًا. ومع ذلك، لم تتغير الصورة العامة لسبير بشكل كبير حتى عرض هاينريش بريلور الفيلم السيرة الذاتية "سبير وأير" على التلفزيون عام ٢٠٠٤. بدأ الفيلم عملية إزالة الغموض وإعادة التقييم النقدي لسبير. قال آدم توز في كتابه "أجور الدمار" إن سبير قد شق طريقه بين صفوف النظام بمهارة ووحشية، وأن فكرة أنه كان تكنوقراطيًا ينفذ الأوامر دون وعي هي فكرة "سخيفة". قال ترومر إن سبير لم يكن تكنوقراطيًا غير سياسي؛ بل كان في الواقع أحد أقوى القادة عديمي الضمير في النظام النازي بأكمله. قال كيتشن إن سبير خدع محكمة نورمبرغ وألمانيا ما بعد الحرب. وقال بريشتكن إنه لو عُرف تورط سبير الواسع في الهولوكوست وقت محاكمته، لكان قد حُكم عليه بالإعدام.
دعمت أساطير عديدة حول سبير صورة "النازي الصالح". فبالإضافة إلى أسطورة كونه تكنوقراطيًا غير سياسي، ادعى سبير أنه لم يكن على دراية كاملة بالهولوكوست أو اضطهاد اليهود. وتفترض أسطورة أخرى أن سبير أحدث ثورة في آلة الحرب الألمانية بعد تعيينه وزيرًا للتسليح. ويُنسب إليه الفضل في زيادة هائلة في شحنات الأسلحة التي نُقل عنها على نطاق واسع على أنها تُبقي ألمانيا في الحرب. وتمحورت أسطورة أخرى حول خطة وهمية لاغتيال هتلر بالغاز السام. وُلدت فكرة هذه الأسطورة في ذهنه بعد أن تذكر حالة الذعر التي سادت عندما تسربت أبخرة السيارات عبر نظام تهوية. فقام بتلفيق التفاصيل الإضافية. وكتب بريشتكن أن أكذوبة سبير الأكثر وقاحة قد فُبركت خلال مقابلة مع صحفي فرنسي عام ١٩٥٢. وصف الصحفي سيناريو مُختلقًا يرفض فيه سبير أوامر هتلر، ويغادر هتلر وعيناه تدمعان. أعجب سبير بهذا السيناريو لدرجة أنه أدرجه في مذكراته. لقد ساهم الصحفي دون قصد في خلق إحدى أساطيره.
سعى سبير أيضًا إلى تصوير نفسه كمعارض لقيادة هتلر. ورغم معارضته لمؤامرة 20 يوليو، فقد ادعى زورًا في مذكراته تعاطفه مع المتآمرين. وأكد أن هتلر كان باردًا تجاهه طوال حياته بعد أن علم بإدراجه على قائمة الوزراء المحتملين. شكّل هذا عنصرًا أساسيًا في الأساطير التي روج لها سبير. كما ادعى سبير زورًا أنه أدرك خسارة الحرب في مرحلة مبكرة، وعمل بعد ذلك على الحفاظ على الموارد اللازمة لبقاء السكان المدنيين. في الواقع، سعى سبير إلى إطالة أمد الحرب حتى استحالت المقاومة، مما ساهم في العدد الكبير من القتلى والدمار الشامل الذي عانت منه ألمانيا خلال الأشهر الأخيرة من الحرب.

### انكار المسئولية
أصرّ سبير في محاكمات نورمبرغ وفي مذكراته على أنه لم يكن لديه علم مباشر بالهولوكوست. ولم يعترف إلا بعدم ارتياحه لليهود في النسخة المنشورة من مذكرات سبانداو. وفي إفادته الأخيرة في نورمبرغ، أعطى سبير انطباعًا بالاعتذار، مع أنه لم يعترف صراحةً بأي ذنب شخصي، وأن الضحية الوحيدة التي ذكرها كانت الشعب الألماني. ويذكر المؤرخ مارتن كيتشن أن سبير كان في الواقع "على دراية تامة بما حدث لليهود" وكان "متورطًا بشكل وثيق في "الحل النهائي"". وقال بريشتكن إن سبير لم يعترف إلا بمسؤوليته العامة عن الهولوكوست لإخفاء مسؤوليته المباشرة والفعلية. وقد صُوّر سبير مع عمال العبيد في معسكر اعتقال ماوتهاوزن خلال زيارة له في 31 مارس/آذار 1943؛ كما زار معسكر اعتقال غوسن. ورغم أن الناجي فرانسيسكو بويكس أدلى بشهادته في محاكمات نورمبرغ حول زيارة سبير، إلا أن تايلور يكتب أنه لو كانت الصورة متاحة، لكان قد أُعدم شنقًا. في عام ٢٠٠٥، أفادت صحيفة ديلي تلغراف بظهور وثائق تُشير إلى موافقة سبير على تخصيص مواد لتوسيع معسكر اعتقال أوشفيتز بعد أن قام اثنان من مساعديه بتفتيش المنشأة في يوم شهد مذبحة راح ضحيتها ما يقرب من ألف يهودي. وفي معرض حديثه عن بناء أوشفيتز، قال هاينريش بريلور إن سبير لم يكن مجرد أداة في العمل، بل كان "الإرهاب نفسه".
لم ينكر سبير حضوره خطابات بوسن أمام القادة النازيين في مؤتمر عُقد في بوسن (بوزنان) في 6 أكتوبر/تشرين الأول 1943، لكنه ادعى أنه غادر القاعة قبل أن يقول هيملر خلال خطابه: "كان لا بد من اتخاذ قرار خطير لإبادة هذا الشعب من على وجه الأرض"، ثم قال لاحقًا: "يجب إبادة اليهود". ذُكر سبير عدة مرات في الخطاب، وخاطبه هيملر مباشرةً. في عام 2007، ذكرت صحيفة الغارديان أنه عُثر على رسالة من سبير مؤرخة في 23 ديسمبر/كانون الأول 1971 ضمن مجموعة مراسلاته مع هيلين جانتي، أرملة أحد مقاتلي المقاومة البلجيكية. يقول سبير في الرسالة: "لا شك في أنني كنت حاضرًا عندما أعلن هيملر في 6 أكتوبر/تشرين الأول 1943 أن جميع اليهود سيُقتلون".

### معجزة التسليح
نُسب إلى سبير "معجزة التسلح". خلال شتاء 1941-1942، وفي ضوء الهزيمة الكارثية لألمانيا في معركة موسكو، توصلت القيادة الألمانية، بما في ذلك فريدريش فروم وجورج توماس وفريتز تودت، إلى استنتاج مفاده استحالة كسب الحرب. وكان الموقف العقلاني الذي ينبغي اتخاذه هو البحث عن حل سياسي يُنهي الحرب دون هزيمة. ردًا على ذلك، استخدم سبير خبرته الدعائية لإظهار ديناميكية جديدة للاقتصاد الحربي. فقد قدم إحصائيات مذهلة، مدعيًا زيادة ستة أضعاف في إنتاج الذخائر، وزيادة أربعة أضعاف في إنتاج المدفعية، وأرسل المزيد من الدعاية إلى وسائل الإعلام الإخبارية في البلاد. وتمكن من تقليص النقاش الدائر حول ضرورة إنهاء الحرب.
كانت "معجزة" التسلح مجرد خرافة؛ فقد استخدم سبير التلاعب الإحصائي لدعم ادعاءاته. ارتفع إنتاج الأسلحة بالفعل؛ إلا أن ذلك كان راجعًا إلى الأسباب الطبيعية لإعادة التنظيم قبل تولي سبير منصبه، والتعبئة المتواصلة للعمالة المستعبدة، والتخفيض المتعمد لجودة الإنتاج لصالح الكمية. بحلول يوليو 1943، فقدت دعاية سبير للتسلح أهميتها، إذ إن سلسلة الهزائم المأساوية في ساحة المعركة جعلت احتمال خسارة الحرب غير قابل للإخفاء عن الرأي العام الألماني.

### الارث المعمارى
لم يبقَ من أعمال شبير المعمارية الشخصية سوى القليل، باستثناء المخططات والصور. لا توجد في برلين أي مبانٍ صممها شبير خلال الحقبة النازية، باستثناء أجنحة المداخل الأربعة والأنفاق السفلية المؤدية إلى عمود النصر، أو Siegessäule،[d] وSchwerbelastungskörper، وهو هيكل ثقيل الوزن بُني حوالي عام ١٩٤١. استُخدمت الأسطوانة الخرسانية، التي يبلغ ارتفاعها ١٤ مترًا (٤٦ قدمًا)، لقياس هبوط الأرض كجزء من دراسات الجدوى لقوس نصر ضخم وهياكل ضخمة أخرى مُخطط لها ضمن مشروع هتلر لتجديد مدينة برلين بعد الحرب لتصبح عاصمة العالم جرمانيا. تُعد الأسطوانة الآن معلمًا محميًا ومفتوحًا للجمهور. كما يُمكن رؤية منبر ملعب زيبلينفيلد في نورمبرغ، على الرغم من هدمه جزئيًا.
خلال الحرب، دُمّرت مستشارية الرايخ الجديدة، التي صممها سبير، بشكل كبير نتيجة الغارات الجوية ومعركة برلين. نجت الجدران الخارجية، لكن السوفييت فككوها في النهاية. زعمت شائعات لا أساس لها أن بقاياها استُخدمت في مشاريع بناء أخرى، مثل جامعة هومبولت، ومحطة مترو موهرن شتراسه، والنصب التذكارية للحرب السوفيتية في برلين.

## وصلات خارجية
- ألبرت شبير على موقع IMDb (الإنجليزية)
- ألبرت شبير على موقع الموسوعة البريطانية (الإنجليزية)
- ألبرت شبير على موقع مونزينجر (الألمانية)
- ألبرت شبير على موقع ألو سيني (الفرنسية)
- ألبرت شبير على موقع قاعدة بيانات الأفلام السويدية (السويدية)
- ألبرت شبير على موقع قاعدة بيانات الفيلم (الإنجليزية)
- موقع عن ألبرت شبير